# X-21 (航空機)
X-21
X-21A-NO 50408号機
- 用途：層流制御実験機
- 設計者：(エドワード・ヘンリー・ハイネマン)
- 製造者：

  - ダグラス・エアクラフト社（WB-66D）
  - ノースロップ社
- 運用者：アメリカ航空宇宙局
- 初飛行：1963年4月18日
- 生産数：2機
- 退役：1964年
- 運用状況：退役

X-21（Northrop X-21 ）は、アメリカ航空宇宙局が使用していた実験機。
層流制御の実験機で、WB-66Dデストロイヤー爆撃機を改造したもの。ノースロップ社が改造を担当し、A型のみ2機が改造された。

## 背景
流体中を移動する物体の表面付近には、境界層と呼ばれる薄い層状の流れが存在している。物体に流れが接し始めた（すなわち境界層が発生して間もない）上流では境界層は層流であるが、流れ進むにつれてエネルギーの減少（散逸）によって乱流境界層へと遷移する。層流境界層は乱流境界層に比べて表面での速度勾配が小さいが、これは粘性による摩擦抗力が小さいことを意味する。
よって、流れの剥離による圧力抗力の増大をさほど心配しなくてよい、翼のような流線形物体に関しては、できるだけ広い面積に渡って表面の境界層を層流に保つことができれば全体の抗力が低下することになる（抗力は摩擦抗力と圧力抗力とから成る）。
したがって、輸送機器のなかでも航空機や新幹線のように、摩擦抗力の低下が燃費の向上に直結するものに関しては、いかにして長く層流境界層を維持するかが、重要な課題ないし研究テーマとなっている。

## 機体

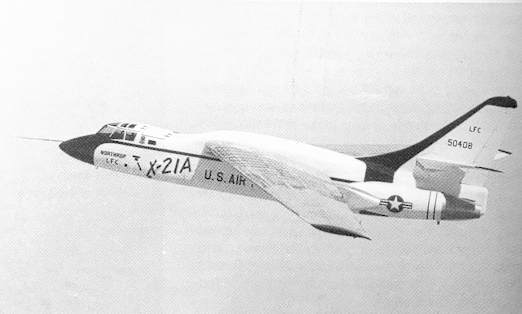
飛行中のX-21

境界層制御（広義には BLC: boundary layer control. 層流境界層維持目的の場合 LFC: laminar flow control とも）の手法としては、吹き出し式や吸い込み式といったいくつかの方法があるが、X-21Aでは吸い込み式を採用している。エネルギーを失った層流境界層流れを主翼内に吸い込むことにより層流を長く維持し、翼表面に十分なエネルギーを有する気流を呼び込む方式である。そのため、主翼表面には多数の小型の孔が開けられ、気流を吸い込むためのコンプレッサー（圧縮機）が主翼中ほどに設置されている。
上記の特殊な主翼を装備し、試験するためにWB-66Dから大幅な改造が行われている。爆弾倉には計測機器を搭載し、エンジンの搭載位置も主翼下のポッドから胴体後尾左右へと移されている。なお、主翼変更のために背面は大きく膨らんだものとなった。
1963年4月18日に初飛行し、1964年まで試験飛行が行われた。境界層制御による効果は確認できたものの、この方式は高コストであったため、実用化へ向けての研究継続は行われなかった。その後はエドワーズ空軍基地に隣接するアメリカ空軍飛行試験センター博物館の屋外で野ざらしとなっているのが確認されている（Northrop X-21A SN: 55-408）。

## 要目
- 全長：22.9m
- 全幅：28.5m
- 全高：7.79m
- 自重：20.8t
- エンジン：GE J79 ターボジェットエンジン2基（推力 4.2t）
- 最大速度：約900km/h
- 乗員：5名